# George Clymer
George Clymer (16. března 1739, Filadelfie, Pensylvánie – 23. února 1813, Morrisville Pensylvánie) byl americký politik, jeden z Otců zakladatelů. Byl jedním z prvních, kdo obhajoval úplnou nezávislost amerických kolonií na Británii. Jako zástupce Pensylvánie byl Clymer spolu s dalšími pěti delegáty signatářem Deklarace nezávislosti a Ústavy Spojených států amerických. Byl delegátem kontinentálního kongresu a v politice působil až do konce svého života. Jeho syn John Meredith byl zabit během Whiskey Rebellion v roce 1787 ve věku 18 let.

## Životopis
Clymer se narodil ve Filadelfii 16. března 1739. Osiřel když mu byl teprve rok a starala se o něho jeho teta a strýc. Připravoval se na dráhu obchodníka. Dne 22. března 1765 se oženil s Elizabethou Meredith. Spolu měli devět dětí, z nichž čtyři zemřely v dětství.

## Politická kariéra
George Clymer byl patriot a vůdce demonstrací ve Filadelfii. Demonstrace vypukly jako reakce na zákony vyhlášené britským parlamentem. Jednalo se hlavně o daň z čaje, „Tea Act“ a „Stamp Act 1765“ (kolkový zákon). Clymer byl vůdcem dobrovolnického sboru patřícího k brigádě generála Johna Cadwaladera. V roce 1773 se stal členem výboru bezpečnosti „Committee of Safety“ ve Filadelfii a byl delegátem kontinentálního kongresu 1776–1780. Byl také pokladníkem kontinentálního kongresu, spolu s Michaelem Hillegasem, pozdějším prvním pokladníkem Spojených států. Během konání prvního kongresu pracoval v několika výborech. Se Sampsonem Mathewsem byl poslán na podzim roku 1776 zkontrolovat jménem Kongresu vojsko v pevnosti Ticonderoga. Když byl Kongres nucen opustit Filadelfii vzhledem k blížící se okupaci města britskou armádou, Clymer zůstal spolu s Georgem Waltonem a Robertem Morrisem. Clymerovy obchodní aktivity během války a po ní pomohly zvýšit jeho bohatství. V letech 1779 a 1780 se Clymer a jeho syn Meredith zapojili do lukrativního obchodu se Západní Indií.

### Po revoluci
V roce 1777 rezignoval na práci v Kongresu a v roce 1780 byl zvolen do „Pennsylvania Legislature“, což byl pensylvánský zákonodárný sbor. V roce 1782 byl vyslán na cestu po jižních státech v marném pokusu přimět tamější zákonodárce platit daně centrální vládě. V roce 1784 byl znovu zvolen do pensylvánského zákonodárného sboru a v roce 1787 zastupoval stát Pensylvánie na Constitutional Convention. Byl zvolen delegátem prvního amerického kongresu v roce 1789.
Stal se prvním prezidentem banky Philadelphia Bank a Pensylvánské akademie výtvarných umění a viceprezidentem Filadelfské zemědělské společnosti. Když Kongress v roce 1791 schválil zákon ukládající daňovou povinnost výrobcům destilátů ve Spojených státech, byl Clymer vedoucím oddělení spotřebních daní ve státě Pensylvánie. Byl také jedním z komisařů, který vyjednal smlouvu s indiánskou konfederací Creek v Colerainu v Georgii dne 29. června 1796. Je považován za patrona města Indiana, neboť právě on daroval pozemek tomuto krajskému městu v okrese Indiana v Pensylvánii.
Clymer zemřel 23. ledna 1813. Byl pohřben na Friends Burying Ground v Trentonu v New Jersey.